# Kamhi Point
Der Kamhi Point (englisch; bulgarisch нос Камхи nos Kamchi) ist eine 0,45 km lange Landspitze an der Nordwestküste der Alexander-I.-Insel vor der Westküste der Antarktischen Halbinsel. Sie liegt 19,17 km südsüdöstlich des Kap Wostok, 8,8 km südöstlich des Buneva Point, 6,17 km nordwestlich des Goleminov Point und 1 km nordöstlich von Umber Island. Die Landspitze ragt unmittelbar südlich der Mündung des Osselna-Gletschers in westlicher Richtung in die Lasarew-Bucht hinein.
Britische Wissenschaftler kartierten sie 1991. Die bulgarische Kommission für Antarktische Geographische Namen benannte sie 2017 nach Rafael Mosche Kamchi (1870–1970), einem Verbindungsoffizier der Inneren Mazedonischen Revolutionären Organisation.